# Jodhpuri
 (octobre 2023).

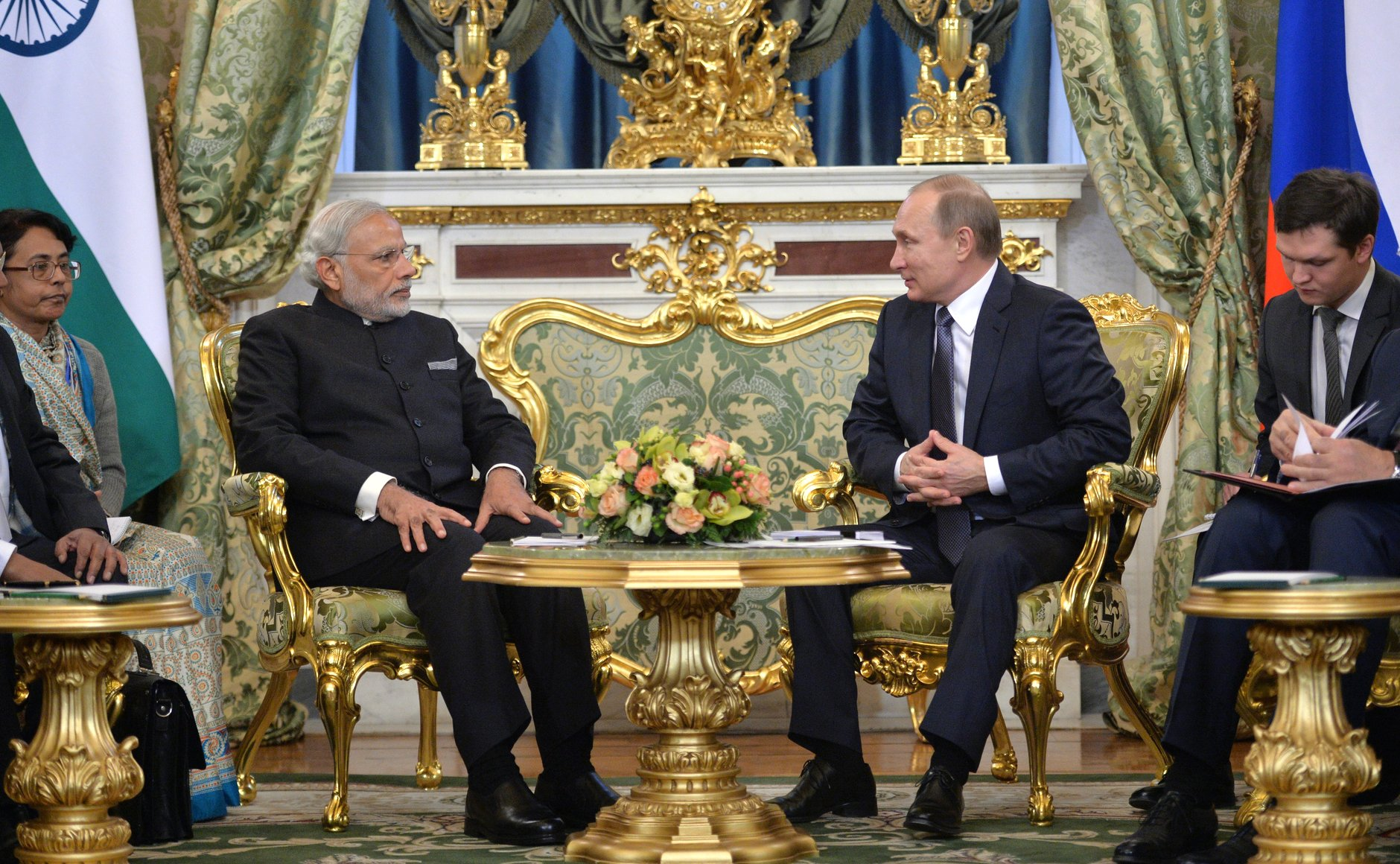
Narendra Modi, Premier ministre indien (à gauche), portant un Jodhpuri à col mandarin, avec Vladimir Poutine, président de la Russie, vêtu d'un costume lounge.

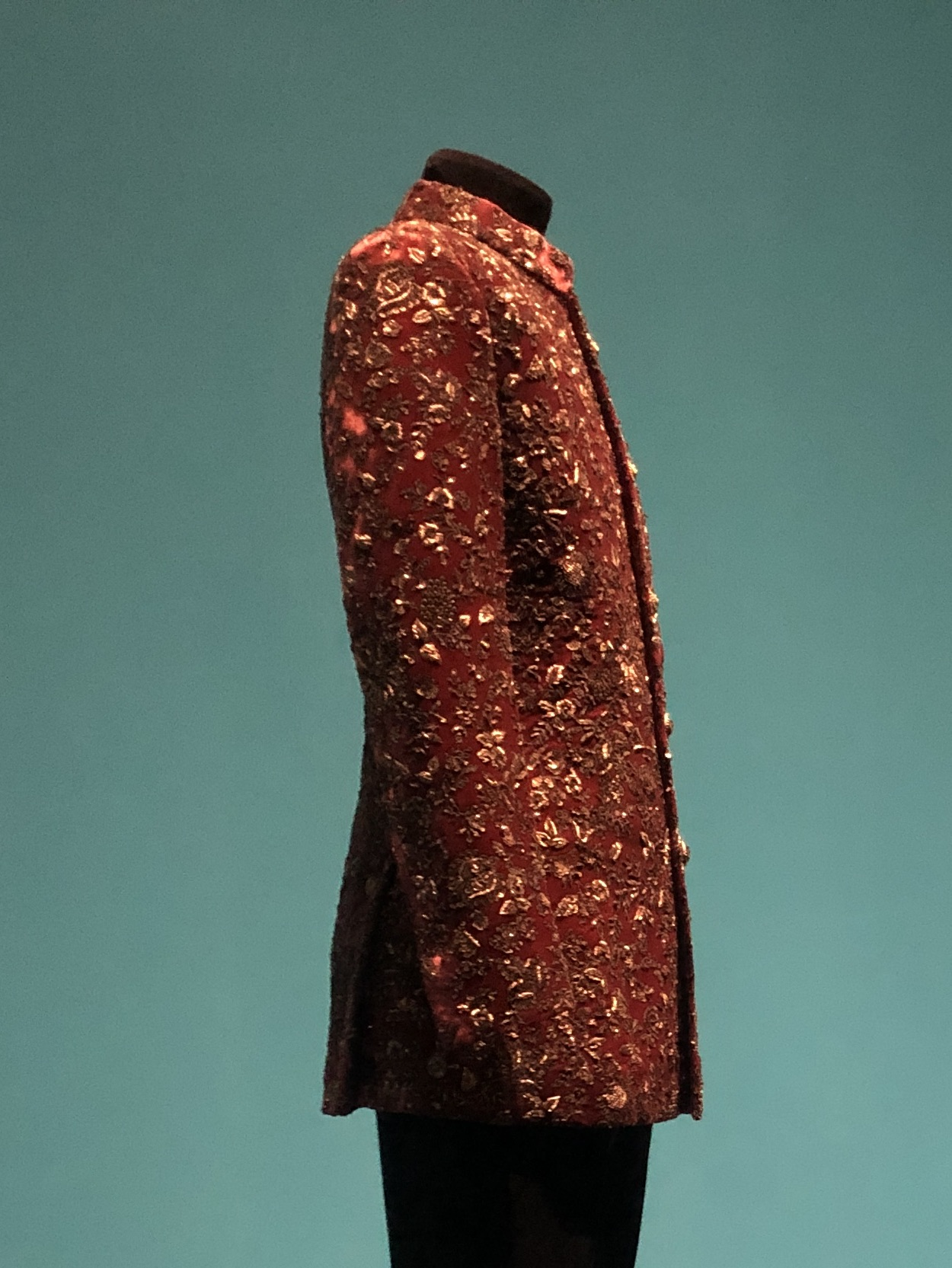
Bandhgala, du couturier Sabyasachi Mukherjee

Un costume Jodhpuri ou Bandhgala (lit. "col fermé") est un vêtement de circonstances, porté en Inde lors de mariages et de réunions formelles. Originaire de l'État de Jodhpur, le jodhpuri se répand du milieu du 19e au milieu du 20e siècle. Il est formé d'une sorte de veste, parfois accompagnée d'un gilet, et d'un pantalon. Le haut, veste et gilet, porte souvent des broderies faites main.
Le col est doublé et les boutons ornés de broderie. Veste et pantalon peuvent être, ou non, du même tissu ou de la même teinte.

## Histoire
Le bandhgala est l'évolution d'un héritage vestimentaire vieux de 6 000 ans. Avant lui, l'angrakha était, dans l'Inde ancienne et classique, un vêtement de cour traditionnel qui se portait enroulé autour du corps, parfois avec une cravate ou un nœud. Le bandhgala est vite devenu une sorte d'uniforme dans tout le Rajasthan et finalement dans toute l'Inde.

## Voir également
- Veste Nehru